# Sa Majesté Douglas
Pour plus de détails, voir Fiche technique et Distribution.
Sa Majesté Douglas (His Majesty, the American) est une comédie muette réalisée par Joseph Henabery sortie en 1919.
C'est le premier film distribué par United Artists.

## Fiche technique

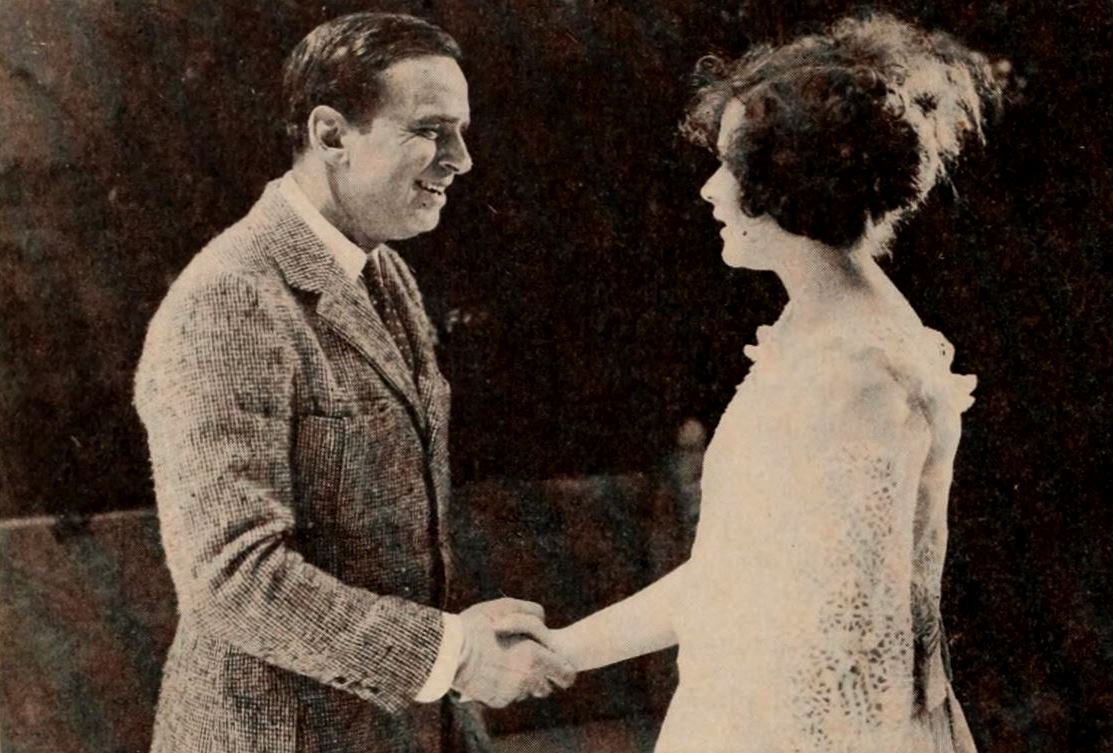
Douglas Fairbanks et Marjorie Daw.

- Titre Français : Sa majesté Douglas
- Titre original : His Majesty, the American
- Réalisation : Joseph Henabery, assisté de James P. Hogan
- Scénario : Joseph Henabery, Douglas Fairbanks
- Photographie : Victor Fleming, Glen MacWilliams
- Montage :
- Producteur : Douglas Fairbanks
- Société de production : Douglas Fairbanks Pictures
- Société de distribution : United Artists
- Pays d'origine :  États-Unis
- Langue : intertitres en anglais
- Format : Noir et blanc — 35 mm — 1,33:1 — Muet
- Genre : Comédie, Film d'aventure
- Durée : 115 minutes

## Distribution
- Douglas Fairbanks : William Brooks
- Marjorie Daw : Felice, comtesse de Montenac
- Frank Campeau : Grand Duc Sarzeau
- Sam Southern : Philippe IV de France
- Jay Dwiggins : Emile Metz
- Lillian Langdon : Princesse Marguerite
- Albert MacQuarrie
- Bull Montana
- William Gillis
- Phil Gastrock
- Boris Karloff : L'espion (non crédité)
- Karla Schramm : (non crédité)
- Charles Stevens : (non crédité)